# Pentatoma
Pentatoma is een geslacht van wantsen uit de familie schildwantsen (Pentatomidae). Het geslacht werd voor het eerst wetenschappelijk beschreven door Olivier in 1789.

## Soorten
Het genus bevat de volgende soorten:

- Pentatoma antiquum Heer, 1853
- Pentatoma appendiculatum Heer, 1853
- Pentatoma boettgeri Heyden & Heyden, 1865
- Pentatoma boreale Heer, 1868
- Pentatoma chambonensis Piton, 1935
- Pentatoma fatale Förster, 1891
- Pentatoma kinkelini Breddin, 1901
- Pentatoma lividum Heer, 1853
- Pentatoma longiceps Heer, 1853
- Pentatoma magna Piton, 1935
- Pentatoma morloti Heer, 1853
- Pentatoma pictum Heer, 1865
- Pentatoma punctatum Förster, 1891
- Pentatoma rigosum Förster, 1891
- Pentatoma schaurothi Giebel, 1862
- Pentatoma stigmatum Heer, 1853
- Pentatoma venosum Förster, 1891
- Pentatoma vetustum Heer, 1853

Subgenus Mesoliogaster Kiritshenko, 1931
- Pentatoma hingstoni Kiritshenko, 1931

Subgenus Pentatoma Olivier, 1789
- Pentatoma acuticornuta L.Y. Zheng & Ling, 1983
- Pentatoma angulata Hsiao & Cheng
- Pentatoma brunnea L.Y. Zheng & Ling, 1983
- Pentatoma cangshanensis He & Z.M. Zheng, 2006
- Pentatoma carinata Yang, 1934
- Pentatoma distincta Hsiao & Cheng, 1977
- Pentatoma emeiensis Ling, 1988
- Pentatoma hsiaoi L.Y. Zheng & Y.I. Wang, 1995
- Pentatoma illuminata (Distant, 1890)
- Pentatoma japonica (Distant, 1882)
- Pentatoma kunmingensis Xiong Jiang, 1981
- Pentatoma leliiformis Kirkaldy, 1909
- Pentatoma longirostrata Hsiao & Cheng, 1977
- Pentatoma major L.Y. Zheng & Jin, 1990
- Pentatoma metallifera (Motschulsky, 1859)
- Pentatoma montana Hsiao & Cheng, 1977
- Pentatoma mosaica Hsiao & Cheng, 1977
- Pentatoma nigra Hsiao & Cheng, 1977
- Pentatoma parametallifera L.Y. Zheng & Li, 1991
- Pentatoma parataibaiensis Liu & Zheng, 1995
- Pentatoma punctipes (Stål, 1876)
- Pentatoma roseicornuta L.Y. Zheng & Ling, 1983
- Pentatoma rufipes (Linnaeus, 1758)
- Pentatoma semiannulata (Motschulsky, 1859)
- Pentatoma sordida L.Y. Zheng & G.Q. Liu, 1987
- Pentatoma taibaiensis L.Y. Zheng & Ling, 1983
- Pentatoma viridicornuta He & Zheng, 2006
- Pentatoma zhengi Rider, 1998